# نقاط توانایی (ترانه)

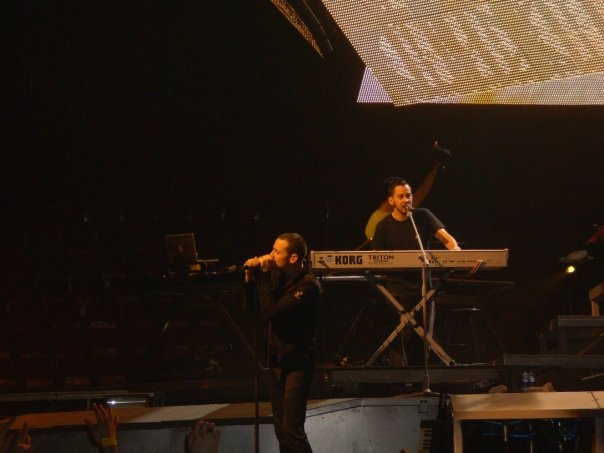
چستر بنینگتون و مایک شینودا، خوانندگان گروه و ترانه

نقاط توانایی (بهانگلیسی: Points of Authority) یک ترانه از گروه راک آمریکایی لینکین پارک است. این ترانه یکی از ترانه‌های نسبتاً پرطرفدار لینکین پارک در آلبوم نظریه دورگه است. این ترانه در سال ۲۰۰۱ منتشر گردید. مدتی بعد نسخه‌ای دیگر از این ترانه به‌همراه یک نماهنگ کامل منتشر شد. این ترانه توسط دن گیلمور تهیه شده و در سبک نیو متال است.